# Alaior
Alaior is een gemeente op het Spaanse eiland Menorca in de regio Balearen met een oppervlakte van 110 km². Alaior heeft 8.959 inwoners (1 januari 2016), waarvan het grootste gedeelte in de stad Alaior zelf woonde. De gemeente is een belangrijke plaats voor toeristen, met name in de plaatsen Sant Jaume en Son Bou, verder loopt de Me-1 langs de stad Alaior door naar Ciutadella in het oosten van het eiland. Voornaamste industrieën in de gemeente Alaior zijn het toerisme, de schoenmakerijen en kaasmakerijen.

## Plaatsen in de gemeente
Son Bou, Sant Jaume, Torre Solí, Cala en Porter en Cales Coves

## Demografische ontwikkeling
Bron: INE; 1857-2011: volkstellingen
Alaior · Ciutadella de Menorca · Es Castell · Es Mercadal · Es Migjorn Gran · Ferreries · Maó · Sant Lluís